# Капитан-Леонидас-Маркис
Капитан-Леонидас-Маркис (порт. Capitão Leônidas Marques) — муниципалитет в Бразилии. входит в штат Парана. Составная часть мезорегиона Запад штата Парана. Входит в экономико-статистический микрорегион Каскавел, который входит в Запад штата Парана. Население составляет 15 492 человека на 2006 год. Занимает площадь 275,748 км². Плотность населения — 56,2 чел./км².

## История
Город основан 28 апреля 1964 года. 

## Статистика
- Валовой внутренний продукт на 2003 год составляет 459 650 035,00 реалов (данные: Бразильский институт географии и статистики).
- Валовой внутренний продукт на душу населения на 2003 год составляет 30 682,20 реалов (данные: Бразильский институт географии и статистики).
- Индекс развития человеческого потенциала на 2000 год составляет 0,751 (данные: Программа развития ООН).